# فهرست شخصیت‌های مرتبط با شرکت آمبرلا
 فهرست شخصیت‌های مرتبط با شرکت آمبرلا ، فهرستی از شخصیت‌هایی است که در سری رزیدنت ایول به شرکت آمبرلا مرتبط هستند.

## بنیانگذاران شرکت

### اوزول ای اسپنسر
نوشتار اصلی: اوزول ای اسپنسر

### جیمز مارکوس
نوشتار اصلی: جیمز مارکوس

### ادوارد آشفورد
نوشتار اصلی: ادوارد آشفورد

## مأموران اجرایی شرکت

### برندون بایلی
نوشتار اصلی: برندون بایلی

### مرفیوس دی دوال
نوشتار اصلی: مرفیوس دی دوال

### وینسنت گلدمن
نوشتار اصلی: وینسنت گلدمن

### مأمور آمبرلا
نوشتار اصلی: مأمور آمبرلا

### تامی نلسون
نوشتار اصلی: تامی نلسون

### کریستین هانری
نوشتار اصلی: کریستین هانری

### ژوئل آلمن
نوشتار اصلی: ژوئل آلمن

## پژوهشگران سرشناس

### الکساندر آشفورد
نوشتار اصلی: الکساندر آشفورد

### ویلیام برکین
نوشتار اصلی: ویلیام برکین

### آلکسیا آشفورد
نوشتار اصلی: آلکسیا آشفورد

### گارگ مولر
نوشتار اصلی: گارگ مولر

### آلبرت وسکر
نوشتار اصلی: آلبرت وسکر

### دکنر کلین
نوشتار اصلی: دکتر کلین

### آنت برکین
نوشتار اصلی: آنت برکین

### جان
نوشتار اصلی: جان

### آلکس وسکر
نوشتار اصلی: آلکس وسکر

## شبه نظامیان و واحدهای امنیتی

### U.B.C.S
نوشتار اصلی: یو.بی.سی. اس

### U.S.S
سرویس امنیتی شرکت آمبرلا (به انگلیسی: Umbrella Security Service) که به‌شکل کوتاه‌شده (U.S.S) نام دارد، یکی از واحدهای نظامی شرکت آمبرلا در سری رزیدنت ایول است. این واحد برخلاف U.B.C.S، تعداد بسیار زیادی سرباز مزدور (Mercenary) در اختیار داشت که آموزش‌های منظم و بسیار خوبی را پیرامون نفوذ در مکان‌های گوناگون، حفاظت و فرار از موقعیت‌های بحرانی دیده بودند.
برخلاف U.B.C.S که ماموریت‌های آشکار و با ابعاد گسترده را انجام می‌دادند، U.S.S ماموریت‌های فوق محرمانه و کوچکتری را انجام می‌دادند. مقر اصلی U.S.S در جزیره‌ی راکفورت قرار داشت. هانک معروفترین شخصیت واحد یو.اس. اس بود که در تیم آلفای یو.اس. اس حضور داشت.

### نیروهای امنیتی آمبرلا
نیروهای امنیتی شرکت آمبرلا (به انگلیسی: Umbrella Security forces) که به‌شکل کوتاه‌شده (U.S.F) نام دارد، یکی از واحدهای نظامی شرکت آمبرلا در سری رزیدنت ایول است. U.S.F برای بالا بردن امنیت در بیشتر مقرهای مهم آمبرلا مستقر می‌گشت. کلر ردفیلد برای یافتن برادر خود، پس از ورود به مقر آمبرلا در پاریس توسط این واحد آمبرلا دستگیر شد. رودریگو خوان راول، شناخته شده‌ترین عضو از این واحد شرکت امبرلا بود.

### ملکه سرخ و ملکه سفید
نوشتار اصلی: ملکه سرخ و ملکه سفید

## نظامیان سرشناس شرکت آمبرلا

### سرگئی ولادیمیر
نوشتار اصلی: سرگئی ولادیمیر

### هانک
هانک (به انگلیسی: HUNK)، نام یکی از کلیدی‌ترین نظامیان وابسته به شرکت آمبرلا است. او در تیم آلفای U.S.S حضور داشت و مأموریت مهم به دست آوردن نمونهٔ ویروس G را برعهده داشت. این شخصیت در رزیدنت ایول ۲ حضور داشت و همچنین در همین بازی در مینی‌گیم "چهارمین بازمانده" (The Fourth Survivor) قابل کنترل بود. او در بازی رزیدنت ایول: شیوع و بازی رزیدنت ایول: تاریخچه تاریکی نیز ظاهر شد. هانک همچنین در بازی رزیدنت ایول ۴ و در مینی‌گیم "The Mercenaries" یکی از شخصیت‌های قابل کنترل و در بازی رزیدنت ایول: تاریخچه آمبرلا در یک مأموریت کوتاه (Fourth Survivor) به عنوان شخصیت قابل کنترل حضور داشت.همچنین او یکی از شخصیت های قابل انتخاب در رزیدنت اویل مزدوران سه بعدی است.
هانک مانند بیشتر افراد U.S.S در جزیرهٔ راکفورت آموزش دیده بود. او در تعداد بسیار زیادی از عملیات‌ها با موفقیت بیرون آمده بود. در بسیاری از عملیات‌ها او تنها شخصی بود که در کنار سایر هم‌تیمی‌هایش، زنده از مأموریت خود بیرون می‌آمد و به همین دلیل به او عنوان «آقای مرگ» (Mr.Death) را داده بودند. او در ماموریت‌هایش سرد، ساکت و عاری از احساس بود.
نکات جالب
- هانک همواره از یک ماسک بر روی صورتش استفاده می‌کرد اما در دو بازی او ماسک خود را از صورت خود برداشته بود. رزیدنت ایول: شیوع و در آخرین اپیلوگ رزیدنت ایول ۳، این شخصیت بدون ماسک نمایش داده شد.

### کارلوس اولیویرا
نوشتار اصلی: کارلوس اولیویرا

### آلفرد آشفورد
نوشتار اصلی: آلفرد آشفورد

### میخائیل ویکتور

میخائیل ویکتور

ستوان میخائیل ویکتور (به انگلیسی: Mikhail Victor)، نام یکی از شخصیت‌های رستهٔ دلتای تیم U.B.C.S، مستقر در شهر راکون است که در رزیدنت ایول ۳ حضور دارد. او در سال ۱۹۵۳ متولد شده بود. در این بازی، میخائیل ویکتور پس از حملهٔ زامبی‌ها به شدت مجروح شده بود و در نیمکت یک ترن در حال استراحت بود. او پس از حملهٔ نمسیس به ترن، با از خودگذشتگی، ضامن یک نارنجک را آزاد کرد. این کار او سبب شد تا دست نمسیس از جیل و کارلوس اولیویرا کوتاه مانده و خود نیز کشته شود. کار صداگذاری این شخصیت را Ben Campbell انجام داد.

### رودریگو خوان راول
رودریگو خوان راول (به انگلیسی: Rodrigo Juan Raval)، نام فرماندهٔ تیم نیروهای امنیتی آمبرلا (Umbrella Security forces) در مقر این شرکت در پاریس بود. او شخصی است که در نهایت کلر ردفیلد را در مقر آمبرلا در پاریس دستگیر کرد. رودریگو در سال ۱۹۶۶ در یک روستای کوچک در جزیره‌ی راکفورت متولد شد. نام پدر و مادر او روبرت و ماریا راول بود. پس از خریداری شدن جزیره توسط شرکت آمبرلا، روستا منهدم شد و روستاییان (از جمله رودریگو) به استخدام شرکت درآمدند. با ورود رودریگو به شرکت، او وارد بخش نیروهای امنیتی شرکت شد.
پس از آنکه رودریگو مورد گزش زامبی‌ها قرار گرفت، کلر ردفیلد را از زندان آزاد کرد. در ادامه او با کریس ردفیلد ملاقات می‌کند. کریس برای نجات خواهر خود به جزیره آمده بود. رودریگو، که به شدت مجروح شده بود به کریس توضیح داد که کلر از راکفورت خارج شده‌است که در این هنگام توسط زالوی غول‌پیکری بلعیده می‌شود. کار صداگذاری این شخصیت را در بازی رزیدنت ایول کد: ورونیکا Martin Roach برعهده داشت.

### نیکولای گینووائف
نیکولای گینووائف (به انگلیسی: Nicholai Ginovaef) و (به روسی: Николай Зиновьев) ملقب به «گرگ نقره‌ای» نام یک مأمور بی‌باک از تیم U.B.C.S بود که در شهر راکون مستقر شده بود. نیکولای در سال ۱۹۶۳ متولد شد. او مسئول ارتباطی دستهٔ B از رستهٔ آلفا بود که به منظور مقابله با طغیان ویروس تی در شهر راکون و همچنین نجات بازماندگان و پژوهشگران شرکت آمبرلا در شهر مستقر شده بودند. او یکی از دشمنان بازی رزیدنت ایول ۳ و یکی از شخصیت‌های منفی بازی رزیدنت ایول: شیوع است. او همواره در جریان بازی رزیدنت ایول ۳ در حال خیانت به هم‌نوعان خود بود. سرنوششت او به شکل‌های گوناگونی رقم می‌خورد؛ گاه توسط نمسیس کشته می‌شود، توسط بالگرد سقوط می‌کند یا نجات می‌یابد اما به هرحال سرنوشت اصلی او این است که موفق می‌شود تا از شهر بگریزد. کار صداگذاری این شخصیت را Roger Honeywell انجام داد.
نکات جالب
- در رزیدنت ایول: بازمانده، یک پرونده پیدا می‌شود که امضای آن را نیکولای گینووائف انجام داده‌است، به هرحال این فقط مربوط به نسخهٔ انگلیسی بازی است و در نسخهٔ ژاپنی همان پرونده توسط «یکی از اعضای گسترش B.O.Wهای آمبرلا» امضاء شده‌است.
- در پروندهٔ تاریخچهٔ رزیدنت ایول در رزیدنت ایول ۵ مشخص می‌شود که نیکولای پیش از بمباران هسته‌ای شهر موفق شد تا با آخرین بالگرد از شهر بگریزد.
- در فیلم رزیدنت ایول: موعود Timothy Cain در نقش نیکولای گینووائف حضور دارد. در این فیلم او دارای نقش مثبتی بوده اما به هرحال در جریان فیلم کشته می‌شود.

## سایر افراد مرتبط با شرکت آمبرلا

### یوکو سوزوکی
یوکو سوزوکی (به انگلیسی: Yoko Suzuki) نام یکی از کارمندان پیشین شرکت آمبرلا بود که موفق شده بود تا از طغیان شهر راکون فرار کند. او در سال ۱۹۷۸ متولد شد و در زمینهٔ دانش‌های رایانه‌ای بسیار باهوش و دارای شخصیتی آرام و کم‌حرف بود اما با این‌حال بسیار کنجکاو و زیرک نشان می‌داد. در زمان طغیان شهر راکون او فقط ۲۰ سال سن داشت. یوکو سوزوکی یکی از شخصیت‌های قابل انتخاب در بازی رزیدنت ایول: شیوع است. او در آزمایشگاه زیرزمینی آمبرلا در شهر راکون یکی از دستیاران ویلیام برکین بود و در پروژهٔ تایرانت مورد آزمایش‌هایی نیز قرار گرفت. کار صداگذاری این شخصیت را در دو بازی رزیدنت ایول: شیوع و رزیدنت ایول: شیوع: پرونده ۲ Lia Sargent برعهده داشت.

### مونیکا
مونیکا (به انگلیسی: Monica) یکی از کارکنان شرکت آمبرلا در شهر راکون بود. او در کنار ویلیام برکین در آزمایشگاه زیرزمینی آمبرلا در شهر راکون مشغول فعالیت بود و با یوکو سوزوکی آشنایی داشت. او سرانجام در سپنامبر ۱۹۹۸ از بین رفت. این شخصیت در بازی رزیدنت ایول: شیوع حضور داشت.

### کارتر
کارتر (به انگلیسی: Carter) پژوهشگر شرکت آمبرلا در شهر راکون بود. او یک پروژهٔ آزمایشی به نام AT۱۵۲۱ را طراحی کرد. او در نهایت توسط یک تایرانت کشته شد. کارتر در بازی رزیدنت ایول: شیوع: پرونده ۲ حضور داشت.

### لیندا
لیندا واشینگتن(به انگلیسی: Linda Washington) یکی از پژوهشگران پیشین شرکت آمبرلا است. او در بخش مطالعات شیمیایی شرکت، فعال بود و دستیار کارتر محسوب می‌شد. در جریان طغیان ویروس تی در شهر راکون، او به آزمایشگاه بازگشت تا AT۱۵۲۱ را با خود بیاورد. این یک پروژهٔ آزمایشی برای مهار ویروس تی بود اما این پروژه ثمربخش نبود و AT۱۵۲۱ توسط یک تایرانت از بین رفت. او سرانجام موفق شد تا پیش از انهدام شهر از آنجا بگریزد. این شخصیت در بازی رزیدنت ایول: شیوع: پرونده ۲ حضور دارد.

### فراست
دکتر فراست (به انگلیسی: Frost) یکی از محققان شرکت آمبرلا در شهر راکون بود. او موفق شده بود تا راهی برای ارتقاء ویروس G پیدا کند اما به دست مونیکا کشته می‌شود. او در دو بازی رزیدنت ایول: شیوع و رزیدنت ایول: شیوع: پرونده ۲ حضور داشت.